# Lista de episódios de Degrassi: Next Class
Degrassi: Next Class é a segunda encarnação da série Degrassi: The Next Generation e é uma série de televisão canadense de drama adolescente criado por Linda Schuyler, Yan Moore, Stephen Stohn, Sarah Glinski e Matt Huether. Em janeiro de 2016, foi lançado na Netflix internacionalmente e atualmente vai ao ar no novo bloco adolescente Family Channel, F2N, no Canadá. É a quinta série ambientada no universo fictício criado por Schuyler e Kit Hood em 1979. Como seus antecessores, Degrassi: Next Class segue um grupo de estudantes da Degrassi Community School, uma escola fictícia em Toronto, Ontário, e descreve algumas das questões e desafios típicos comuns à vida de um adolescente. Embora esta série seja uma encarnação de "The Next Generation", a Netflix e os produtores decidiram começar com uma "primeira temporada".
A série foi renovada para uma terceira e quarta temporada para conter 10 episódios cada. As filmagens começaram em 16 de maio de 2016 para ambas as temporadas. Ambos foram lançados em 2017.

## Visão geral da série
| Temporada | Temporada | Episodios | Netflix               | Lançamento no Canadá | Lançamento no Canadá   |
| Temporada | Temporada | Episodios | Lançamento            | Estreia da temporada | Final da temporada     |
| --------- | --------- | --------- | --------------------- | -------------------- | ---------------------- |
|           | 1         | 10        | 15 de janeiro de 2016 | 4 de janeiro de 2016 | 15 de janeiro de 2016  |
|           | 2         | 10        | 22 de julho de 2016   | 19 de julho de 2016  | 20 de setembro de 2016 |
|           | 3         | 10        | 6 de janeiro de 2017  | 9 de janeiro de 2017 | 20 de janeiro de 2017  |
|           | 4         | 10        | 7 de julho de 2017    | 3 de julho de 2017a  | 14 de julho de 2017    |

↑a  A 4ª Temporada de Degrassi: Next Class foi transmitida no Family Channel App em 30 de junho de 2017, quatro dias antes de sua estréia no canal. 

## Episódios

### 1ª temporada (2016)
| N.º na série | N.º na temp. | Título                       | Dirigido por   | Escrito por          | Lançamento            | Cód. de produção |
| ------------ | ------------ | ---------------------------- | -------------- | -------------------- | --------------------- | ---------------- |
| 1            | 1            | "#BootyCall"                 | Stefan Brogren | Courtney Jane Walker | 4 de janeiro de 2016  | 101              |
| 2            | 2            | "#NoFilter"                  | Stefan Brogren | Courtney Jane Walker | 5 de janeiro de 2016  | 102              |
| 3            | 3            | "#YesMeansYes"               | Stefan Brogren | Alejandro Alcoba     | 6 de janeiro de 2016  | 103              |
| 4            | 4            | "#NotOkay"                   | Stefan Brogren | Alejandro Alcoba     | 7 de janeiro de 2016  | 104              |
| 5            | 5            | "#ButThatsNoneOfMyBusiness"  | Eleanor Lindo  | Matt Huether         | 8 de janeiro de 2016  | 105              |
| 6            | 6            | "#NotAllMen"                 | Eleanor Lindo  | Matt Huether         | 11 de janeiro de 2016 | 106              |
| 7            | 7            | "#ThisCouldBeUsButYouPlayin" | Eleanor Lindo  | Sarah Glinski        | 12 de janeiro de 2016 | 107              |
| 8            | 8            | "#TeamFollowBack"            | Eleanor Lindo  | Ian MacIntyre        | 13 de janeiro de 2016 | 108              |
| 9            | 9            | "#SinceWeBeinHonest"         | Stefan Brogren | Alejandro Alcoba     | 14 de janeiro de 2016 | 109              |
| 10           | 10           | "#SorryNotSorry"             | Stefan Brogren | Sarah Glinski        | 15 de janeiro de 2016 | 110              |

### 2ª temporada (2016)
| N.º na série | N.º na temp. | Título                   | Dirigido por   | Escrito por                      | Lançamento                                 | Cód. de produção |
| ------------ | ------------ | ------------------------ | -------------- | -------------------------------- | ------------------------------------------ | ---------------- |
| 11           | 1            | "#SquadGoals"            | Stefan Brogren | Courtney Jane Walker             | 30 de maio de 2016 19 de julho de 2016     | 201              |
| 12           | 2            | "#TurntUp"               | Stefan Brogren | Courtney Jane Walker             | 31 de maio de 2016 26 de julho de 2016     | 202              |
| 13           | 3            | "#CheckYourPrivilege"    | Phil Earnshaw  | Cole Bastedo                     | 1 de junho de 2016 2 de agosto de 2016     | 203              |
| 14           | 4            | "#BuyMePizza"            | Phil Earnshaw  | Alejandro Alcoba & Ian MacIntyre | 2 de junho de 2016 9 de agosto de 2016     | 204              |
| 15           | 5            | "#ThrowBackThursday"     | Phil Earnshaw  | Matt Huether                     | 3 de junho de 2016 16 de agosto de 2016    | 205              |
| 16           | 6            | "#ToMyFutureSelf"        | Phil Earnshaw  | Matt Huether                     | 6 de junho de 2016 23 de agosto de 2016    | 206              |
| 17           | 7            | "#ThatAwkwardMomentWhen" | Rt!            | Courtney Jane Walker             | 7 de junho de 2016 30 de agosto de 2016    | 207              |
| 18           | 8            | "#RiseAndGrind"          | Rt!            | Matt Huether                     | 8 de junho de 2016 6 de setembro de 2016   | 208              |
| 19           | 9            | "#TheseAreMyConfessions" | Rt!            | Sarah Glinski                    | 9 de junho de 2016 13 de setembro de 2016  | 209              |
| 20           | 10           | "#OMFG"                  | Rt!            | Sarah Glinski                    | 10 de junho de 2016 20 de setembro de 2016 | 210              |

### 3ª temporada (2017)
| N.º na série | N.º na temp. | Título                 | Dirigido por    | Escrito por          | Lançamento            | Cód. de produção |
| ------------ | ------------ | ---------------------- | --------------- | -------------------- | --------------------- | ---------------- |
| 21           | 1            | "#BreakTheInternet"    | Stefan Brogren  | Matt Huether         | 9 de janeiro de 2017  | 301              |
| 22           | 2            | "#IWokeUpLikeThis"     | Stefan Brogren  | Matt Huether         | 10 de janeiro de 2017 | 302              |
| 23           | 3            | "#WorstGiftEver"       | Stefan Brogren  | Alejandro Alcoba     | 11 de janeiro de 2017 | 303              |
| 24           | 4            | "#PicsOrItDidntHappen" | Stefan Brogren  | Alejandro Alcoba     | 12 de janeiro de 2017 | 304              |
| 25           | 5            | "#HugeIfTrue"          | Phil Earnshaw   | Courtney Jane Walker | 13 de janeiro de 2017 | 305              |
| 26           | 6            | "#ThatFeelingWhen"     | Phil Earnshaw   | Jennifer Kassabian   | 16 de janeiro de 2017 | 306              |
| 27           | 7            | "#Unsubscribe"         | Phil Earnshaw   | Ian MacIntyre        | 17 de janeiro de 2017 | 307              |
| 28           | 8            | "#IRegretNothing"      | Phil Earnshaw   | Sarah Glinski        | 18 de janeiro de 2017 | 308              |
| 29           | 9            | "#Woke"                | Stefran Brogren | Sarah Glinski        | 19 de janeiro de 2017 | 309              |
| 30           | 10           | "#ImSleep"             | Stefan Brogren  | Matt Huether         | 20 de janeiro de 2017 | 310              |

### 4ª temporada (2017)
| N.º na série | N.º na temp. | Título                     | Dirigido por   | Escrito por                     | Lançamento                                                         | Cód. de produção |
| ------------ | ------------ | -------------------------- | -------------- | ------------------------------- | ------------------------------------------------------------------ | ---------------- |
| 31           | 1            | "#BackToReality"           | Stefan Brogren | Alejandro Alcoba                | 30 de junho de 2017 (Family Channel App) 3 de julho de 2017 (F2N)  | 401              |
| 32           | 2            | "#GetMoney"                | Stefan Brogren | Courtney Jane Walker            | 30 de junho de 2017 (Family Channel App) 4 de julho de 2017 (F2N)  | 402              |
| 33           | 3            | "#ILookLikeA"              | Samir Rehem    | Ian MacIntyre                   | 30 de junho 2017 (Family Channel App) 5 de julho de 2017 (F2N)     | 403              |
| 34           | 4            | "#RollUpToTheClubLike"     | Samir Rehem    | Matt Huether                    | 30 de julho de 2017 (Family Channel App) 6 de julho de 2017 (F2N)  | 404              |
| 35           | 5            | "#Preach"                  | Samir Rehem    | Jennifer Kassabian              | 30 de junho de 2017 (Family Channel App) 7 de julho de 2017 (F2N)  | 405              |
| 36           | 6            | "#FactsOnly"               | Samir Rehem    | Courtney Jane Walker            | 30 de junho de 2017 (Family Channel App) 10 de julho de 2017 (F2N) | 406              |
| 37           | 7            | "#Fire"                    | Stefan Brogren | Courtney Jane Walker            | 30 de junho de 2017 (Family Channel App) 11 de julho de 2017 (F2N) | 407              |
| 38           | 8            | "#GetYouAManThatCanDoBoth" | Stefan Brogren | Matt Huether & Celeste Bronfman | 30 de junho de 2017 (Family Channel App) 12 de julho de 2017 (F2N) | 408              |
| 39           | 9            | "#Obsessed"                | Stefan Brogren | Sarah Glinski                   | 30 de junho de 2017 (Family Channel App) 13 de julho de 2017 (F2N) | 409              |
| 40           | 10           | "#KThxBye"                 | Stefan Brogren | Sarah Glinski                   | 30 de junho de 2017 (Family Channel App) 14 de julho de 2017 (F2N) | 410              |